# Station Sucha Żyrardowska
Station Sucha Żyrardowska is een spoorwegstation in de Poolse plaats Jesionka.